# Bank Respublika
La Bank Respublika est une banque commerciale privée créée le 22 mai 1992 sur la base d'une licence délivrée par la Banque centrale d'Azerbaïdjan. Au 1er juin 2011, le capital total de la banque dépassait 53,7 millions de manat azerbaïdjanais (₼) (31,6 millions USD) et le total des actifs atteignait 294,2 millions ₼ (173,0 millions USD).

## Actionnaires
L'une des réalisations les plus importantes de Bank Respublika est la prise de participation dans la Banque par deux grandes institutions financières allemandes: la société d'investissement DEG, membre du groupe bancaire KfW, et Sparkassen Trust pour le développement international (SIDT), membre du groupe financier Sparkassen- Finanzgruppe. Les accords pertinents ont été signés entre les parties le 28 avril 2005 au siège social de Bank Respublika.
Conformément aux accords, la société d'investissement DEG, membre du groupe bancaire KfW, et SIDT, membre du groupe financier Sparkassen-Finanzgruppe, ont acquis un ensemble d'actions de la Bank Respublika de «25% + 1 action».
Structure des capitaux propres de la Bank Respublika:
Actionnaires locaux - 75%
Société d'investissement DEG - 16,7%
Sparkassen Trust pour le développement international (SIDT) - 8,3%.